# 武汉市第三医院
武汉市第三医院，又名武汉大学附属同仁医院，位于中華人民共和國湖北省武汉市武昌区彭刘杨路，是一所三级甲等医院。於1875年由美国基督教圣公会创办，当时所采用的名称为同仁医院。1951年，同仁医院由武汉市卫生局接管，1958年改称武汉市第三医院至今。1997年1月，武汉市第三医院被评为为三级甲等医院。
三医院设有武汉市烧伤研究所（其下设烧伤细菌室、生化实验室、皮肤培养实验室及组织库），武汉市小儿弱视斜视防治中心，武汉市医学外科美容整形治疗中心。在研究方面，成立了消化病实验室、中心实验室、血液实验室、眼肌病实验室、遗传学实验室。

## 邻近地标
- 武昌起义军政府旧址
- 黃鶴楼

## 資料來源
1. ↑  市卫生局关于公布医疗机构等级结果的通知 的存檔，存档日期2016-03-04.
2. ↑  武汉市第三医院 的存檔，存档日期2013-04-30.